# Philip Dikland
Philip Dikland (1956) is een Nederlands architect woonachtig in Suriname. Hij ontwerpt nieuwbouw en dankt veel bekendheid aan zijn restauratie van historische panden en historische kennis van monumentaal erfgoed. Hij heeft een database ontwikkeld waarin hij gegevens, (technische) tekeningen en foto's heeft verzameld van Surinaams monumentaal erfgoed.

## Biografie
Philip Dikland kwam in 1982 naar Suriname. Sindsdien werkt hij er als ontwerper van nieuwe gebouwen en restaurateur van monumentale gebouwen.
Hij is sinds de jaren 2000 als architect en gids lid en daarna adviseur van de Commissie Monumentenzorg, belast met het beheer van de nationale monumenten. Hij schreef de Monumentenwandelgids Paramaribo die in 2013 gepubliceerd werd.
Hij onderzocht de geschiedenis van meerdere plantages en ander historisch erfgoed. Hierover schreef hij onder meer hoofdstuk 5 in het boek Torarica – De oude hoofdstad van Suriname. Hij legde een database aan met historische informatie, (technische) tekeningen en foto's van het culturele erfgoed van Suriname. De door hem verzamelde informatie presenteert hij op zijn website Suriname Heritage Guide. Hij maakt sinds circa 1999 veel technische tekeningen van gebouwen zodat de ontwerpen voor het nageslacht bewaard blijven. "Ik had het gebouw van De Nationale Assemblée al een beetje getekend voordat het afbrandde op 1 augustus 1996. Maar niet goed genoeg. Ik kon niet vanuit mijn tekening het helemaal opnieuw bouwen," zo zei hij in 2024. In 2023 was de nieuwgebouwde Assemblée inmiddels opgeleverd. Veel andere panden konden dankzij zijn archivering wel weer herbouwd worden.
Hij restaureerde tal van gebouwen in de historische binnenstad van Paramaribo. Hij is ook de ontwerper van het Holocaustmonument dat in 2016 werd onthuld bij de Synagoge Neve Shalom aan de Keizerstraat.